# 布藏库尔
布藏库尔（法語：Bouzancourt，法語發音：[buzɑ̃kuʁ]）是法国上马恩省的一个市镇，属于圣迪济耶区。

## 地理
布藏库尔（48°18'51"N, 4°56'58"E）面积11.75 平方千米，位于法国大東部大區上马恩省，该省份为法国东北部内陆省份，北起马恩省和默兹省，西接奥布省，西南接科多尔省，东南接上索恩省，东临孚日省。
与布藏库尔接壤的市镇（或旧市镇、城区）包括：布莱斯河畔甘德勒库尔、布莱斯龙河畔莱谢尔、昂邦维尔、伯维尔、沙尔姆昂朗格勒、布莱斯河畔锡雷、达扬库尔。

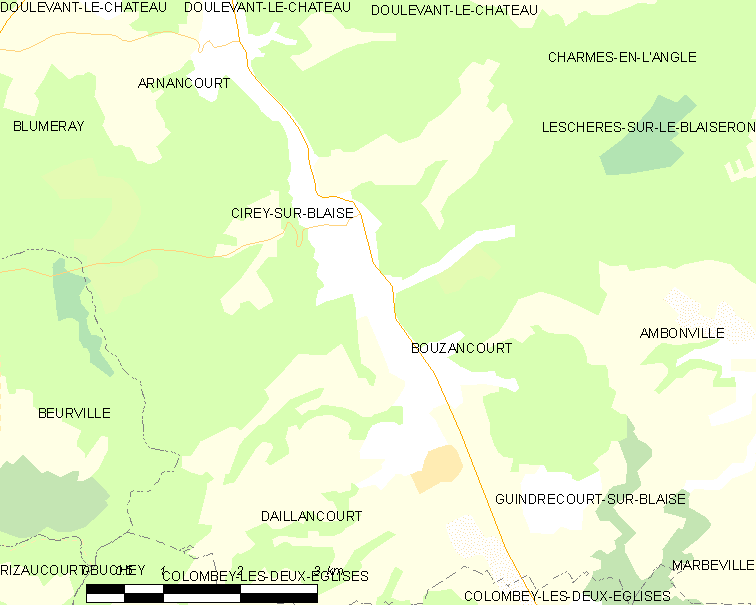
布藏库尔的OSM定位图

布藏库尔的时区为UTC+01:00、UTC+02:00（夏令时）。

## 行政
布藏库尔的邮政编码为52110，INSEE市镇编码为52065。

## 政治
布藏库尔所属的省级选区为茹安维尔县。

## 人口

1962-2008年间布藏库尔人口变化图示

布藏库尔于2022年1月1日时的人口数量为71人。